# Матијас Алмеида
Матијас Алмеида (Азул, 21. децембар 1973) је аргентински фудбалски тренер, и бивши фудбалер, данас са клупе предводи атински АЕК.
Као играч је пет сезона од 1991. до 1996. године био члан Ривер Плејт, а потом је 1996. године отишао у Европу. Играо је за шпанску Севиљу и италијанске клубове Лацио, Парму, Интер и Брешу.
За репрезентацију Аргентине је у периоду од 1996. до 2003. године одиграо 40 утакмица и постигао један гол. Играо је на Светским првенствима 1998. и 2002, а освојио је сребрну медаљу са олимпијским тимом Аргентине у Атланти 1996.

## Највећи успеси (као играч)

### Ривер Плејт
- Првенство Аргентине (3) : 1993. (Апертура), 1994. (Апертура), 1996. (Апертура)
- Копа Либертадорес (1) : 1996.

### Лацио
- Серија А (1) : 1999/00.
- Куп Италије (2) : 1997/98, 1999/00.
- Суперкуп Италије (1) : 1998.
- Куп победника купова (1) : 1998/99.
- УЕФА суперкуп (1) : 1999.
- Куп УЕФА : финале 1997/98.

### Парма
- Куп Италије (1) : 2001/02.

### Репрезентација Аргентине
- Летње олимпијске игре : сребро 1996.

## Највећи успеси (као тренер)

### Ривер Плејт
- Друга лига Аргентине (1) : 2011/12.

### Банфилд
- Друга лига Аргентине (1) : 2013/14.

### Гвадалахара
- Првенство Мексика (1) : 2017. (Клаусура)
- Куп Мексика (1) : 2015. (Апертура), 2017. (Клаусура)
- Суперкуп Мексика (1) : 2016.
- КОНКАКАФ Лига шампиона (1) : 2018.

### АЕК Атина
- Првенство Грчке (1) : 2022/23.
- Куп Грчке (1) : 2022/23.